# Pygommatius andamanensis
Pygommatius andamanensis är en tvåvingeart som först beskrevs av Joseph och Parui 1983.  Pygommatius andamanensis ingår i släktet Pygommatius och familjen rovflugor. Inga underarter finns listade i Catalogue of Life.